# 1945 în informatică
- 1944 în informatică — 1945 în informatică — 1946 în informatică

1945 în informatică a însemnat o serie de evenimente noi notabile:

## Evenimente

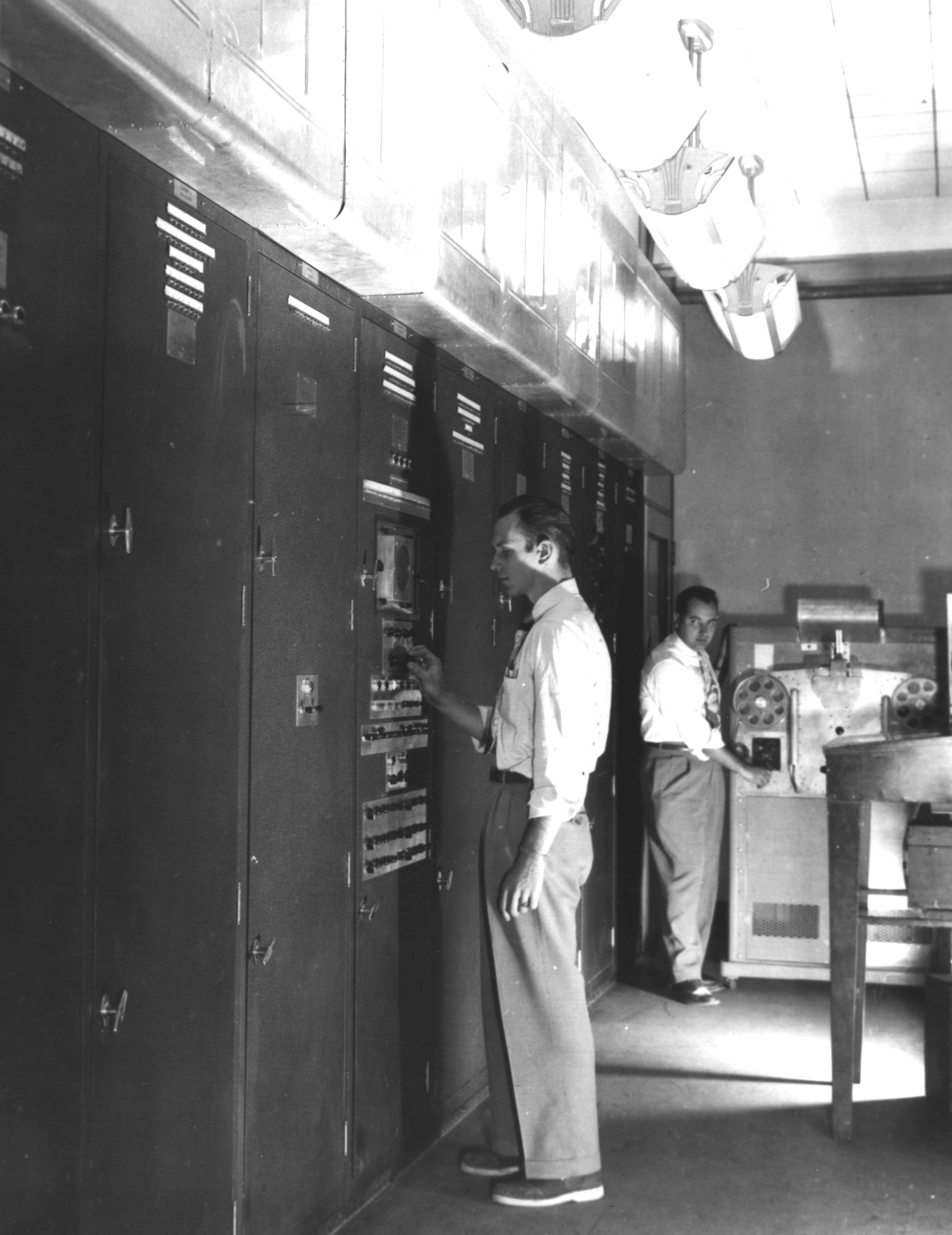
EDVAC

- Konrad Zuse a dezvoltat limbajul de programare Plankalkül (conceput în 1943)[1][2]
- 1943 –1945: ENIAC (Electronic Numerical Integrator And Computer) a fost construit în Statele Unite de către John Mauchly și J. Presper Eckert.

- iulie: Vannevar Bush publică articolul „As We May Think” în revista Atlantic Monthly.[3] Articolul prezintă tehnici noi, cum ar fi hipertext, computer personal, Internet, World Wide Web, recunoaștere vocală și enciclopedii online precum Wikipedia.

- august: John Mauchly și J. Presper Eckert propun construirea calculatorului electronic EDVAC (Electronic Discrete Variable Automatic Computer), munca de proiectare începând înainte ca ENIAC să fie complet operațional.[4][5]

## Nașteri
- 27 iulie: Edmund Clarke, informatician american

- 31 decembrie: Leonard Max Adleman, informatician și biolog american, cunoscut mai ales pentru rolul său în dezvoltarea algoritmului de criptare cu chei publice RSA.